# Saschiz (gmina)
Saschiz – gmina w Rumunii, w okręgu Marusza. Obejmuje miejscowości Cloașterf, Mihai Viteazu i Saschiz. W 2011 roku liczyła 1965 mieszkańców.